# Саагун (комарка)
Саагун (исп. Comarca de Sahagún)  — историческая область и  район (комарка) в Испании, находится в провинции Леон. Включает 16 муниципалитетов площадью 927 км².

## Муниципалитеты
1. Альманса
2. Берсьянос-дель-Реаль-Камино
3. Вальесильо
4. Вильямоль
5. Вильясансо-де-Вальдерадуэй
6. Вильяселан
7. Гордалиса-дель-Пино
8. Грахаль-де-Кампос
9. Кальсада-дель-Кото
10. Кастротьерра-де-Вальмадригаль
11. Саагун
12. Санта-Мария-дель-Монте-де-Сеа
13. Сеа
14. Хоарилья-де-лас-Матас
15. Эль-Бурго-Ранеро
16. Эскобар-де-Кампос